# Thalpophila provincialis
Thalpophila provincialis är en fjärilsart som beskrevs av Culot 1912. Thalpophila provincialis ingår i släktet Thalpophila och familjen nattflyn. Inga underarter finns listade i Catalogue of Life.